# Mount Jackson
Mount Jackson è un comune degli Stati Uniti d'America, situato nello Stato della Virginia, nella Contea di Shenandoah.